# Tyler Branch
La Tyler Branch est un affluent de la rivière Missisquoi, coulant successivement à Bakersfield, Enosburg et à Sheldon, dans le comté de Franklin, dans le nord du Vermont, aux États-Unis.
La vallée de la Tyler Branch est desservie par le Tyler Branch Road passant sur la rive nord-est de la rivière. La partie supérieure est desservie par la rue Horsehore Circle et Enosburg Mountain Road.
La surface de la branche Tyler est généralement gelée de la mi-décembre à la mi-mars, à l'exception des zones de rapides; cependant, la circulation sécuritaire sur la glace a généralement lieu de la fin décembre au début mars.

## Cours
La branche Tyler s'élève à (altitude: NNNN m) à Bakersfield en zone boisée, en montagne.
De sa source, la Branche Tyler traverse 18,5 km principalement en forêt (zone supérieure) et un mélange de forêt et d'agriculture (zone inférieure), avec une baisse de NNNN m. Le cours de la rivière suit plus ou moins le chemin Tyler Branch, selon les segments suivants:
- 2,6 km vers le sud-ouest en descendant la pente de la montagne, puis se bifurquer vers le nord-ouest, traversant la route Enosburg Moutain, jusqu'à Cold Hollow Brook (venant du sud-est);
- 2,2 km vers le nord-ouest à Bakersfield, entrant dans Enosburg, jusqu'à Beaver Meadow Brook (venant du nord-est);
- 5,0 km vers le nord-ouest à Bakersfield recevant trois ruisseaux (du nord-est), puis se courbant vers le sud-est, jusqu'à Bogue Brook (venant du sud);
- 2,3 km vers le nord-ouest, se bifurquant vers l'ouest jusqu'à The Branch (venant du sud);
- 6,4 km vers le nord-ouest en allant dans la zone agricole entrant dans Sheldon, formant une courbe vers le sud-ouest, jusqu'à l'embouchure[2].

L'embouchure de la Tyler Branch se déverse sur la rive sud de la rivière Missisquoi à 1,1 km à l'ouest du centre du village d'Enosburg Falls. De là, le courant va généralement vers l'ouest sur 31,7 km en suivant la rivière Missisquoi jusqu'à la rive est du lac Champlain.

## Toponymie
Le toponyme "Tyler Branch" a été enregistré le 29 octobre 1980 à l'USGS (US Geological Survey).